# Tommaso Baglioni
Pour les articles homonymes, voir Baglioni.
Tommaso Baglioni est un imprimeur vénitien actif au commencement du XVIIe siècle.
Un ouvrage assez rare sorti de ses presses est l’Histoire des guerres de Flandre, depuis 1559 jusqu’en 1609, par Francesco Lanario d’Aragona, Venise, 1616, in-4°, en italien ; réimpression de l’édition d’Anvers, 1615, in-4°. La traduction espagnole est de Madrid, 1623, in-4°. Tommaso Baglioni a imprimé un grand nombre de livres ; son commerce était considérable. Nous ignorons l’époque de sa mort.